# Шилдсвилл (тауншип, Миннесота)
Шилдсвилл (англ. Shieldsville) — тауншип в округе Райс, Миннесота, США. На 2000 год его население составило 1153 человека.

## География
По данным Бюро переписи населения США площадь тауншипа составляет 94,7 км², из которых 84,1 км² занимает суша, а 10,5 км² — вода (11,08 %).

## Демография
По данным переписи населения 2000 года здесь находились 1153 человека, 424 домохозяйства и 334 семьи. Плотность населения — 13,7 чел./км². На территории тауншипа расположено 583 постройки со средней плотностью 6,9 построек на один квадратный километр. Расовый состав населения: 98,70 % белых, 0,09 % афроамериканцев, 0,17 % азиатов, 0,52 % — других рас США и 0,52 % приходится на две или более других рас. Испанцы или латиноамериканцы любой расы составляли 0,61 % от популяции тауншипа.
Из 424 домохозяйств в 32,5 % воспитывались дети до 18 лет, в 70,3 % проживали супружеские пары, в 4,2 % проживали незамужние женщины и в 21,2 % домохозяйств проживали несемейные люди. 15,1 % домохозяйств состояли из одного человека, при том 5,2 % из — одиноких пожилых людей старше 65 лет. Средний размер домохозяйства — 2,72, а семьи — 3,02 человека.
24,5 % населения — младше 18 лет, 8,1 % — в возрасте от 18 до 24 лет, 26,8 % — от 25 до 44, 29,5 % — от 45 до 64, и 11,1 % — старше 65 лет. Средний возраст — 40 лет. На каждые 100 женщин приходилось 109,6 мужчин. На каждые 100 женщин старше 18 приходилось 107,1 мужчин.
Средний годовой доход домохозяйства составлял 56 250 долларов, а средний годовой доход семьи — 61 364 доллара. Средний доход мужчин — 41 394 доллара, в то время как у женщин — 25 208. Доход на душу населения составил 21 908 долларов. За чертой бедности находились 4,2 % семей и 6,8 % всего населения тауншипа, из которых 3,1 % младше 18 и 11,9 % старше 65 лет.